# العلاقات البوروندية المنغولية
العلاقات البوروندية المنغولية هي العلاقات الثنائية التي تجمع بين بوروندي ومنغوليا.

## مقارنة بين البلدين
هذه مقارنة عامة ومرجعية للدولتين:
| وجه المقارنة                                              | بوروندي                                    | منغوليا         |
| --------------------------------------------------------- | ------------------------------------------ | --------------- |
| المساحة (كم2)                                             | 27.83 ألف                                  | 1.57 مليون      |
| عدد السكان (نسمة)                                         | 10.86 مليون                                | 3.08 مليون      |
| الكثافة السكانية (ن./كم²)                                 | 390.23                                     | 1.96            |
| العاصمة                                                   | بوجومبورا، جيتيغا                          | أولان باتور     |
| اللغة الرسمية                                             | اللغة الكيروندية، لغة فرنسية، لغة إنجليزية | اللغة المنغولية |
| العملة                                                    | فرنك بوروندي                               | توغروغ منغولي   |
| الناتج المحلي الإجمالي (بليون دولار)                      | 3.48 مليار                                 | 11.49 مليار     |
| الناتج المحلي الإجمالي (تعادل القوة الشرائية) بليون دولار | 8.13 مليار                                 | 36.16 مليار     |
| الناتج المحلي الإجمالي الاسمي للفرد دولار أمريكي          | 277                                        | 3.97 ألف        |
| الناتج المحلي الإجمالي للفرد دولار أمريكي                 | 77                                         | 11.95 ألف       |
| مؤشر التنمية البشرية                                      | 0.400                                      | 0.727           |
| رمز المكالمات الدولي                                      | +257                                       | +976            |
| رمز الإنترنت                                              | .bi                                        | .mn             |
| المنطقة الزمنية                                           | ت ع م+02:00                                | ت ع م+08:00     |

## منظمات دولية مشتركة
يشترك البلدان في عضوية مجموعة من المنظمات الدولية، منها:
| علم المنظمة | اسم المنظمة                                                | تاريخ انضمام بوروندي | تاريخ انضمام منغوليا |
| ----------- | ---------------------------------------------------------- | -------------------- | -------------------- |
|             | مؤسسة التنمية الدولية                                      | 28 سبتمبر 1963       | 14 فبراير 1991       |
|             | يونسكو                                                     | 16 نوفمبر 1962       | 1 نوفمبر 1962        |
|             | وكالة ضمان الاستثمار متعدد الأطراف                         | 10 مارس 1998         | 21 يناير 1999        |
|             | الأمم المتحدة                                              | 18 سبتمبر 1962       | 27 أكتوبر 1961       |
|             | العملية المشتركة للاتحاد الأفريقي والأمم المتحدة في دارفور | ?                    | ?                    |
|             | الاتحاد البريدي العالمي                                    | ?                    | ?                    |
|             | البنك الدولي للإنشاء والتعمير                              | 28 سبتمبر 1963       | 14 فبراير 1991       |
|             | الاتحاد الدولي للاتصالات                                   | 16 فبراير 1963       | 27 أغسطس 1964        |
|             | منظمة حظر الأسلحة الكيميائية                               | ?                    | ?                    |
|             | مؤسسة التمويل الدولية                                      | 28 نوفمبر 1979       | 14 فبراير 1991       |
|             | المركز الدولي لتسوية المنازعات الاستشارية                  | 5 ديسمبر 1969        | 14 يوليو 1991        |
|             | منظمة التجارة العالمية                                     | 23 يوليو 1995        | ?                    |
|             | منظمة الشرطة الجنائية الدولية                              | ?                    | ?                    |

## وصلات خارجية
- موقع وزارة الخارجية المنغولية